# Nanorrhinum campyloceras
Nanorrhinum campyloceras är en grobladsväxtart som först beskrevs av Karl Heinz Rechinger och Esfand., och fick sitt nu gällande namn av Naanaie, Assadi och Tavassoli. Nanorrhinum campyloceras ingår i släktet Nanorrhinum och familjen grobladsväxter. Inga underarter finns listade i Catalogue of Life.